# Athlītikos Podosfairikos Omilos Ellīnōn Leukōsias 2014-2015
Questa voce raccoglie le informazioni riguardanti l'Athlītikos Podosfairikos Omilos Ellīnōn Leukōsias nelle competizioni ufficiali della stagione 2014-2015.

## Maglie e sponsor
Lo sponsor tecnico per la stagione 2014-2015 è Puma, mentre lo sponsor ufficiale è MTN. La divisa casalinga è composta da una maglietta a strisce giallo e blu, con pantaloncini e calzettoni gialli. Quella da trasferta è invece totalmente arancione con rifiniture nere. La terza divisa prevede una maglietta bianca con una striscia arancione sulle spalle, pantaloncini neri e calzettoni bianchi.
| Casa | Trasferta | Terza divisa |

## Rosa
| N. |                       | Ruolo | Calciatore                     |
| -- | --------------------- | ----- | ------------------------------ |
| 3  | Brasile (bandiera)    | D     | João Guilherme                 |
| 4  | Cipro (bandiera)      | C     | Kōstakīs Artymatas             |
| 5  | Brasile (bandiera)    | D     | Carlão                         |
| 6  | Norvegia (bandiera)   | D     | John Arne Riise                |
| 7  | Cipro (bandiera)      | C     | Georgios Efrem                 |
| 8  | Portogallo (bandiera) | C     | Tiago Gomes                    |
| 9  | Irlanda (bandiera)    | A     | Cillian Sheridan               |
| 10 | Cipro (bandiera)      | C     | Constantinos Charalambidis (c) |
| 11 | Cipro (bandiera)      | A     | Nektarios Alexandrou           |
| 13 | Germania (bandiera)   | C     | Martin Lanig                   |
| 14 | Cipro (bandiera)      | A     | Alexandros Konstantinou        |
| 15 | Cipro (bandiera)      | D     | Marios Antoniades              |
| 16 | Brasile (bandiera)    | C     | Vinicius                       |
| 20 | Cipro (bandiera)      | A     | Pieros Sōtīriou                |
| 21 | Brasile (bandiera)    | A     | Gustavo Manduca                |
| 22 | Grecia (bandiera)     | P     | Dionisis Chiotis               |

| N. |                               | Ruolo | Calciatore            |
| -- | ----------------------------- | ----- | --------------------- |
| 23 | Grecia (bandiera)             | D     | Anastasios Papazoglou |
| 25 | Cipro (bandiera)              | D     | Andreas Christofidis  |
| 26 | Portogallo (bandiera)         | C     | Nuno Morais           |
| 28 | Portogallo (bandiera)         | D     | Mário Sérgio          |
| 30 | Argentina (bandiera)          | C     | Tomás De Vincenti     |
| 31 | Cipro (bandiera)              | C     | Vasilios Papafotis    |
| 32 | Cipro (bandiera)              | C     | Andreas Assiotis      |
| 34 | Macedonia del Nord (bandiera) | C     | Valmir Nafiu          |
| 35 | Cipro (bandiera)              | C     | Marios Pechlivanis    |
| 40 | Cipro (bandiera)              | C     | Demetris Charalambous |
| 44 | Cipro (bandiera)              | D     | Nicolas Ioannou       |
| 46 | Cipro (bandiera)              | C     | Efstathios Aloneftis  |
| 73 | Brasile (bandiera)            | D     | Kaká                  |
| 78 | Belgio (bandiera)             | P     | Urko Rafael Pardo     |
| 79 | Algeria (bandiera)            | A     | Rafik Djebbour        |
| 88 | Cipro (bandiera)              | P     | Anastasios Kissas     |

## Calciomercato

### Sessione estiva
| Acquisti | Acquisti                | Acquisti     | Acquisti               |
| R.       | Nome                    | da           | Modalità               |
| -------- | ----------------------- | ------------ | ---------------------- |
| D        | Carlão                  | Sochaux      | svincolato             |
| D        | Andreas Christofidis    | Alkī Larnaca | fine prestito          |
| D        | Anastasios Papazoglou   | Olympiacos   | svincolato             |
| D        | John Arne Riise         | Fulham       | svincolato             |
| C        | Tomás De Vincenti       | Olympiacos   | definitivo (0,5 mln €) |
| C        | Geōrgios Efraim         | Omonia       | svincolato             |
| A        | Rafik Djebbour          | Olympiacos   | svincolato             |
| A        | Alexandros Konstantinou |              | svincolato             |

| Cessioni | Cessioni                | Cessioni         | Cessioni      |
| R.       | Nome                    | a                | Modalità      |
| -------- | ----------------------- | ---------------- | ------------- |
| P        | Constantinos Vasilevski |                  | svincolato    |
| D        | Aritz Borda             | Muangthong Utd   | svincolato    |
| D        | Marios Īlia             |                  | fine carriera |
| D        | Marcelo Oliveira        | Moreirense       | definitivo    |
| D        | Chrīstos Pipinīs        | Kallonī          | svincolato    |
| D        | Athōs Solōmou           |                  | svincolato    |
| C        | Aldo Adorno             | Metalurh Donec'k | svincolato    |
| C        | Selim Ben Achour        |                  | svincolato    |
| C        | Christian               | Grêmio Anápolis  | fine prestito |
| C        | Christos Djamas         | Agia Napa        | prestito      |
| C        | Emilios Panayiotou      | Arīs Limassol    | svincolato    |
| C        | Marinos Satsias         |                  | fine carriera |
| A        | César Santin            | Kalmar           | svincolato    |

### Sessione invernale
| Acquisti | Acquisti     | Acquisti              | Acquisti   |
| R.       | Nome         | da                    | Modalità   |
| -------- | ------------ | --------------------- | ---------- |
| C        | Martin Lanig | Eintracht Francoforte | definitivo |
| C        | Valmir Nafiu | Amburgo               | svincolato |

| Cessioni | Cessioni              | Cessioni     | Cessioni   |
| R.       | Nome                  | a            | Modalità   |
| -------- | --------------------- | ------------ | ---------- |
| D        | Anastasios Papazoglou | Skoda Xanthī | svincolato |

## Risultati

### Supercoppa di Cipro
| Arbitro: | Tsangaris |

|                       |           |                            |
| Žarković 90+2’ (aut.) | Marcatori | 1’ Belusso 90+5’ Taralidis |

### A' Katīgoria

#### Girone d'andata
| Arbitro: | Masias |

|                           |           |  |
| Manduca 65’ Aloneftis 76’ | Marcatori |  |

| Arbitro: | Trattou |

|  |           |                    |
|  | Marcatori | 58’, 90+2’ Manduca |

| Arbitro: | Nikolaou |

|              |           |  |
| Sheridan 87’ | Marcatori |  |

| Arbitro: | Demetriou |

|               |           |                                            |
| Panajotov 63’ | Marcatori | 10’ Charalambidis 12’ Sotiriou 36’ Manduca |

| Nicosia 27 settembre 2014, ore 18:00 EEST 5ª giornata | APOEL | 0 – 0 referto | AEL Limassol | Stadio Neo GSP (7 221 spett.) |

| Arbitro: | Anastasiou |

|            |           |                          |
| Thiago 54’ | Marcatori | 64’ Manduca 85’ Djebbour |

| Arbitro: | Psevdiotis |

|              |           |  |
| Djebbour 26’ | Marcatori |  |

| Arbitro: | Trattou |

|  |           |                                             |
|  | Marcatori | 7’, 55’ Sheridan 70’ Alexandrou 85’ Manduca |

| Nicosia 10 novembre 2014, ore 18:00 EET 9ª giornata | APOEL         | 0 – 0 referto | Doxa Katōkopias | Stadio Neo GSP (4 157 spett.)\| Arbitro: \| Christodoulou \| |
| Arbitro:                                            | Christodoulou |               |                 |                                                              |

| Limisso 21 novembre 2014, ore 19:00 EET 10ª giornata | Apollōn Limassol | 0 – 0 referto | APOEL | Stadio Tsirion (5 500 spett.)\| Arbitro: \| Tsangaris \| |
| Arbitro:                                             | Tsangaris        |               |       |                                                          |

| Arbitro: | Masias |

|            |           |  |
| Efraim 37’ | Marcatori |  |

#### Girone di ritorno
| Arbitro: | Trattou |

|  |           |              |
|  | Marcatori | 82’ Djebbour |

| Arbitro: | Nikolaides |

|                                     |           |                                         |
| Djebbour 17’, 46’ Sotiriou 84’, 90’ | Marcatori | 13’ Englezou 20’, 55’ Kanté 45+2’ Jorge |

| Arbitro: | Mouskos |

|                   |           |             |
| Onyilo 48’, 90+2’ | Marcatori | 7’ Sotiriou |

| Arbitro: | Psevdiotis |

|            |           |                   |
| Efraim 60’ | Marcatori | 90+1’ Kolokoudias |

| Arbitro: | Masias |

|                           |           |           |
| Tagbajumi 66’ (rig.), 73’ | Marcatori | 12’ Riise |

| Arbitro: | Tsoukkas |

|              |           |                  |
| Djebbour 58’ | Marcatori | 50’ Grigalašvili |

| Arbitro: | Psevdiotis |

|  |           |             |
|  | Marcatori | 5’ Djebbour |

| Arbitro: | Christodoulou |

|                                             |           |  |
| Lanig 19’ Riise 49’ Efraim 72’ Djebbour 76’ | Marcatori |  |

| Arbitro: | Masias |

|  |           |                                   |
|  | Marcatori | 4’ Riise 46’ (aut.) João Leonardo |

| Arbitro: | Trattou |

|                 |           |  |
| N. Morais 90+3’ | Marcatori |  |

| Arbitro: | Trattou |

|            |           |               |
| Fofana 30’ | Marcatori | 30’ N. Morais |

#### Poule scudetto
| Arbitro: | Anastasiou |

|           |           |  |
| Riise 33’ | Marcatori |  |

| Arbitro: | Nikolaides |

|             |           |              |
| Schembri 5’ | Marcatori | 37’ Djebbour |

| Arbitro: | Demetriou |

|                          |           |                                |
| Tiago Gomes 9’ Nafiu 35’ | Marcatori | 29’ (rig.) Sangoy 39’ Papoulis |

| Arbitro: | Masias |

|             |           |  |
| Mitidis 39’ | Marcatori |  |

| Arbitro: | Christodoulou |

|                             |           |  |
| Lanig 24’ Djebbour 37’, 47’ | Marcatori |  |

| Arbitro: | Masias |

|                              |           |                                                   |
| Gonçalves 5’, 31’ Makris 52’ | Marcatori | 17’ Charalampidīs 48’ Efraim 89’ (aut.) Demetriou |

| Arbitro: | Christodoulou |

|                                                      |           |                   |
| De Vincenti 36’ (rig.) Alexandrou 59’ Djebbour 90+4’ | Marcatori | 54’, 56’ N. Assis |

| Arbitro: | Trattou |

|              |           |  |
| Papoulis 67’ | Marcatori |  |

| Arbitro: | Trattou |

|                        |           |                     |
| De Vincenti 24’ (rig.) | Marcatori | 12’ (rig.) Boljević |

| Arbitro: | Nikolaides |

|                                 |           |                                                   |
| Taralidis 15’ Papathanasiou 53’ | Marcatori | 5’ De Vincenti 8’ Charalampidīs 18’, 39’ Djebbour |

### Coppa di Cipro

#### Ottavi di finale
| Arbitro: | Elia |

|  |           |                     |
|  | Marcatori | 73’ (rig.) Djebbour |

| Arbitro: | Constantinou |

|                                         |           |  |
| De Vincenti 19’ Sheridan 68’ Efraim 82’ | Marcatori |  |

#### Quarti di finale
| Larnaca 4 marzo 2015, ore 17:30 EET Andata | Anorthōsis | 0 – 0 referto | APOEL | Stadio Antōnīs Papadopoulos (5 500 spett.)\| Arbitro: \| Demetriou \| |
| Arbitro:                                   | Demetriou  |               |       |                                                                       |

| Arbitro: | Trattou |

|                   |           |  |
| Djebbour 67’, 80’ | Marcatori |  |

#### Semifinali
| Arbitro: | Skapoullis |

|                                     |           |  |
| Lanig 35’ Riise 39’ De Vincenti 78’ | Marcatori |  |

| Nicosia 22 aprile 2015, ore 17:00 EEST Ritorno | Omonia  | 0 – 0 referto | APOEL | Stadio Neo GSP (4 555 spett.)\| Arbitro: \| Trattou \| |
| Arbitro:                                       | Trattou |               |       |                                                        |

#### Finale
| Arbitro: | Královec |

|                                             |           |                     |
| De Vincenti 31’ Efraim 45+1’, 53’ Riise 60’ | Marcatori | 11’ Sema 90’ Sielis |

### Champions League

#### Terzo turno di qualificazione
| Arbitro: | Gil |

|                          |           |                              |
| Savage 11’, 45+1’ (rig.) | Marcatori | 71’ De Vincenti 74’ Sheridan |

| Arbitro: | Liany |

|                                     |           |  |
| Sheridan 17’ De Vincenti 43’ (rig.) | Marcatori |  |

#### Play-off
| Arbitro: | Atkinson |

|             |           |              |
| Thomsen 16’ | Marcatori | 54’ Vinicius |

| Arbitro: | Collum |

|                                                         |           |  |
| Vinicius 29’ De Vincenti 44’ Aloneftis 64’ Sheridan 75’ | Marcatori |  |

#### Fase a gironi
| Squadra             | P.ti | G | V | P | S | GF | GS | DG  |
| ------------------- | ---- | - | - | - | - | -- | -- | --- |
| Barcellona          | 15   | 6 | 5 | 0 | 1 | 15 | 5  | +10 |
| Paris Saint-Germain | 13   | 6 | 4 | 1 | 1 | 10 | 7  | +3  |
| Ajax                | 5    | 6 | 1 | 2 | 3 | 8  | 10 | -2  |
| APOEL               | 1    | 6 | 0 | 1 | 5 | 1  | 12 | -11 |

| Arbitro: | Aytekin |

|           |           |  |
| Piqué 28’ | Marcatori |  |

| Arbitro: | Mažić |

|                    |           |              |
| Manduca 31’ (rig.) | Marcatori | 28’ Andersen |

| Arbitro: | Hațegan |

|  |           |            |
|  | Marcatori | 87’ Cavani |

| Arbitro: | Benquerença |

|           |           |  |
| Cavani 1’ | Marcatori |  |

| Arbitro: | Rocchi |

|  |           |                                |
|  | Marcatori | 27’ Suárez 38’, 58’, 87’ Messi |

| Arbitro: | Velasco Carballo |

|                                               |           |  |
| Schøne 45’ (rig.), 50’ Klaassen 53’ Milik 74’ | Marcatori |  |

## Statistiche

### Statistiche di squadra
| Competizione     | Punti | In casa | In casa | In casa | In casa | In casa | In casa | In trasferta | In trasferta | In trasferta | In trasferta | In trasferta | In trasferta | Totale | Totale | Totale | Totale | Totale | Totale | DR  |
| Competizione     | Punti | G       | V       | N       | P       | Gf      | Gs      | G            | V            | N            | P            | Gf           | Gs           | G      | V      | N      | P      | Gf     | Gs     | DR  |
| ---------------- | ----- | ------- | ------- | ------- | ------- | ------- | ------- | ------------ | ------------ | ------------ | ------------ | ------------ | ------------ | ------ | ------ | ------ | ------ | ------ | ------ | --- |
| A' Katīgoria     | 62    | 16      | 9       | 7       | 0       | 26      | 11      | 16           | 8            | 4            | 4            | 26           | 15           | 32     | 17     | 11     | 4      | 52     | 26     | +26 |
| Kypello Kyprou   | -     | 3       | 3       | 0       | 0       | 8       | 0       | 3            | 1            | 2            | 0            | 1            | 0            | 7      | 4      | 1      | 0      | 13     | 2      | +11 |
| Champions League | 1     | 3       | 0       | 1       | 2       | 1       | 6       | 3            | 0            | 0            | 3            | 0            | 6            | 6      | 0      | 1      | 5      | 1      | 12     | -11 |
| Totale           | 63    | 22      | 12      | 8       | 2       | 35      | 17      | 22           | 9            | 6            | 7            | 27           | 21           | 45     | 21     | 13     | 9      | 66     | 40     | +26 |

### Andamento in campionato
| Giornata  | 1 | 2 | 3 | 4 | 5 | 6 | 7 | 8 | 9 | 10 | 11 | 12 | 13 | 14 | 15 | 16 | 17 | 18 | 19 | 20 | 21 | 22 | 23 | 24 | 25 | 26 | 27 | 28 | 29 | 30 | 31 | 32 |
| --------- | - | - | - | - | - | - | - | - | - | -- | -- | -- | -- | -- | -- | -- | -- | -- | -- | -- | -- | -- | -- | -- | -- | -- | -- | -- | -- | -- | -- | -- |
| Luogo     | C | T | C | T | C | T | C | T | C | T  | C  | T  | C  | T  | C  | T  | C  | T  | C  | T  | C  | T  | C  | T  | C  | T  | C  | T  | C  | T  | C  | T  |
| Risultato | V | V | V | V | N | V | V | V | N | N  | V  | V  | N  | P  | N  | P  | N  | V  | V  | V  | V  | N  | V  | N  | N  | P  | V  | N  | V  | P  | N  | V  |
| Posizione | 2 | 1 | 1 | 1 | 1 | 1 | 1 | 1 | 1 | 1  | 1  | 1  | 1  | 1  | 1  | 2  | 2  | 2  | 2  | 2  | 1  | 2  | 1  | 2  | 2  | 2  | 1  | 1  | 1  | 1  | 1  | 1  |

Legenda:

Luogo: C = Casa; T = Trasferta. Risultato: V = Vittoria; N = Pareggio; P = Sconfitta.